# Podlesí (okres Příbram)
Podlesí (německy Podleß) je obec v okrese Příbram ve Středočeském kraji, na levém břehu řeky Litavky, asi 2 km západně od Příbrami. Žije zde přibližně 1 100 obyvatel.

## Historie
První písemné zmínky pochází z roku 1527. Svojí historií je spjata s dolováním stříbra na Příbramsku. Obec je historicky tvořena třemi částmi (nyní základní sídelní jednotky) – Starým Podlesím, Novým Podlesím a Drmlovým Polem. Dominantami Starého a Nového Podlesí jsou kapličky, ve kterých jsou každoročně slouženy májové pobožnosti. Mezi významné stavby patří i budova obecního úřadu, která byla v nedávných letech rekonstruována.

## Obecní správa

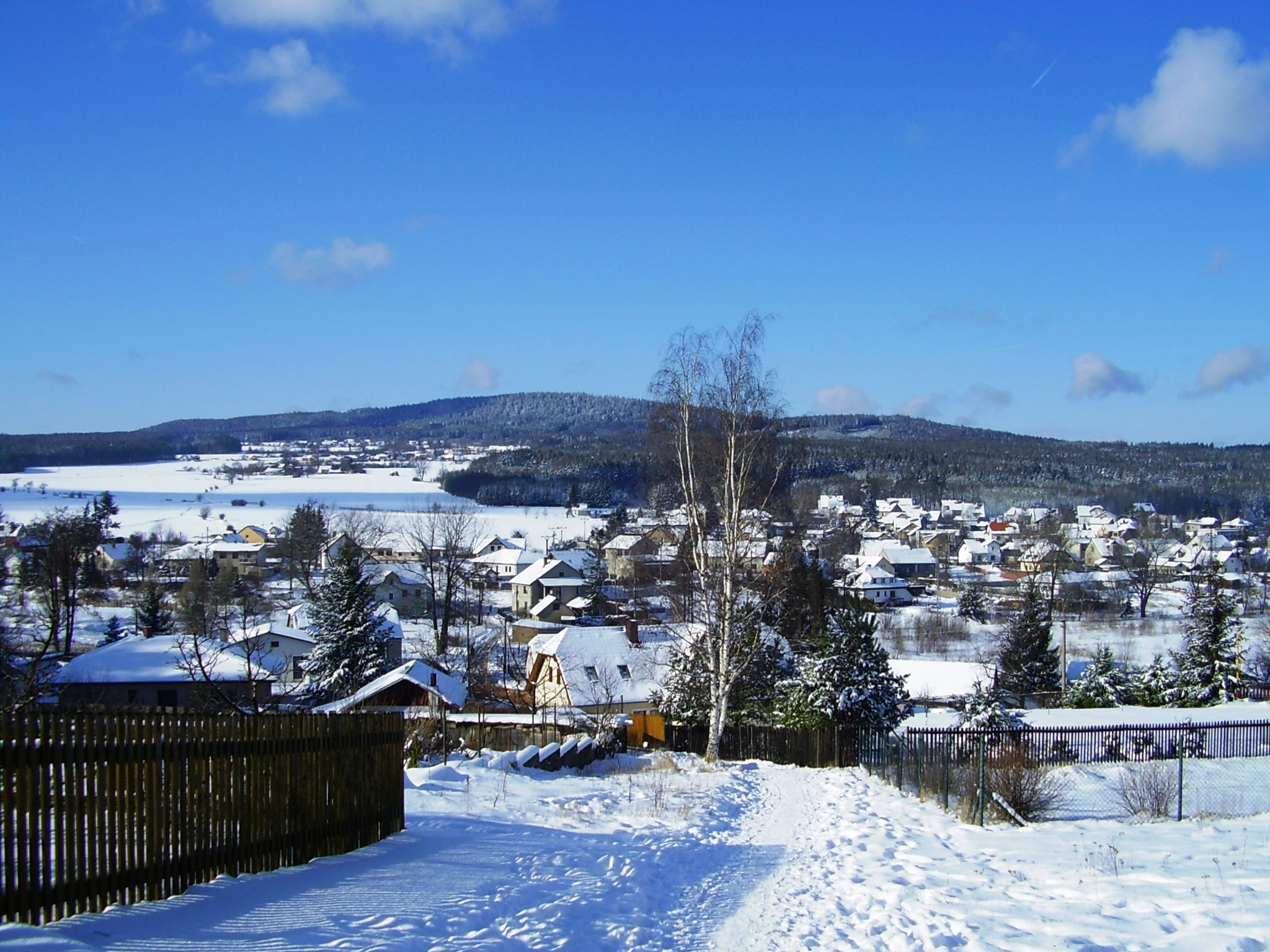
Pohled na Staré Podlesí z Březových hor

### Části obce
- Podlesí (k. ú. Podlesí nad Litavkou)

Obec se skládá ze základních sídelních jednotek Drmlovo Pole, Nové Podlesí a Staré Podlesí.
Sousedními obcemi sídla jsou Obecnice, Lhota u Příbramě a Příbram.
Od 1. ledna 1980 do 23. listopadu 1990 byla obec součástí města Příbram.
V letech 1850–1869 a od 1. ledna 1976 do 31. prosince 1979 k obci patřil Orlov.

### Územněsprávní začlenění
Dějiny územněsprávního začleňování zahrnují období od roku 1850 do současnosti. V chronologickém přehledu je uvedena územně administrativní příslušnost obce v roce, kdy ke změně došlo:
- 1850 země česká, kraj Praha, politický i soudní okres Příbram[6]
- 1855 země česká, kraj Praha, soudní okres Příbram
- 1868 země česká, politický i soudní okres Příbram
- 1939 země česká, Oberlandrat Tábor, politický i soudní okres Příbram[7]
- 1942 země česká, Oberlandrat Praha, politický i soudní okres Příbram[8]
- 1945 země česká, správní i soudní okres Příbram[9]
- 1949 Pražský kraj, okres Příbram[10]
- 1960 Středočeský kraj, okres Příbram
- 2003 Středočeský kraj, okres Příbram, obec s rozšířenou působností Příbram

### Znak a vlajka
V lednu 1997 byly obci uděleny znak a vlajka, autorem znaku je Jan Čáka.

## Společnost

### Rok 1932
V obci Podlesí (přísl. Staré Podlesí, 1035 obyvatel, poštovna) byly v roce 1932 evidovány tyto živnosti a obchody: autodrožka, 3 holiči, 8 hostinců, obchodník s koňmi, Konsumní spolek pro zboží všeho druhu ve Starém Podlesí, obchod s koženým zbožím, 2 krejčí, surové kůže, 2 mlýny, 2 obuvníci, pekař, 2 porodní asistentky, 5 rolníků, 2 řezníci, rukavičkář, 9 obchodů se smíšeným zbožím, švadlena, 3 trafiky, trhovec.

### Kultura a sport
V obci nalezneme fotbalové hřiště TJ Kovohutě Podlesí. Ke zpestření sportovních možností byly v jeho blízkosti vybudovány dva tenisové kurty. Velkou raritou této oblasti je přírodní divadlo, které bylo postaveno v jednom z bývalých lomů v lese nad Novým Podlesím. V letních měsících tady hraje soubor divadelních ochotníků Skalka a bývá využíváno i profesionálními soubory. Pro svoji skvělou atmosféru je vyhledávaným místem pro pořádání country a folkových koncertů. Na Návsi je Pivovar Podlesí.

## Doprava

### Dopravní síť
Do obce vedou silnice III. třídy. Železniční trať ani stanice či zastávka na území obce nejsou.

### Autobusová doprava 2024
Autobusovou dopravu v obci Podlesí zajišťuje společnost Arriva Střední Čechy. Obec je součástí Pražské integrované dopravy (PID). Na území Starého Podlesí se nacházejí zastávky Podlesí a Podlesí,u vrby, zatímco na území Nového Podlesí jsou zastávky Podlesí,Nové Podlesí a Podlesí,Dubová hora. Obcí procházejí dvě autobusové linky: 505 a 512. Linka 505 MHD Příbram jezdí z Orlova a dál pokračuje přes Podlesí, autobusové nádraží, II.polikliniku, nám.17.listopadu, Kladenskou, Březové Hory, Lazec až do Kozíčína, a naopak. Linka 512 spojuje Příbram s Podlesím, Osečí, Obecnicí, Drahlínem a Sádkem. Před integrací příbramské MHD do systému PID linka nesla označení 5A.

## Turistika
- Cyklistika – Obcí prochází cyklotrasa č. 302 Milín – Bohutín – Podlesí – Bratkovice – Hořovice.
- Pěší turistika – Obcí vede turistická trasa  Orlov – Podlesí – Příbram a  Březové Hory – Orlov.

## Osobnosti
- Josef Lukavský (1874–1930), český herec a spisovatel, na domě č.p. 10 má pamětní desku
- Jaroslav Ježek (1923–2002), český průmyslový designér.
- Kateřina Stočesová (* 1979), česká modelka a podnikatelka